# Адміністративний устрій Городищенського району
Адміністративний устрій Городищенського району — адміністративно-територіальний поділ Городищенського району Черкаської області на 1 міську, 2 селищні та 17 сільських рад, які об'єднують 32 населені пункти та підпорядковані Городищенській районній раді. Адміністративний центр — місто Городище.

## Список радГородищенського району
| №  | Назва                          | Центр              | Населені пункти                                                                         | Площа км² | Місце за площею | Населення (2001), чол. | Місце за населенням |
| -- | ------------------------------ | ------------------ | --------------------------------------------------------------------------------------- | --------- | --------------- | ---------------------- | ------------------- |
| 1  | Городищенська міська рада      | м. Городище        | м. Городище с. Набоків                                                                  | 21,69     |                 | 15953                  | 1                   |
| 2  | Вільшанська селищна рада       | смт Вільшана       | смт Вільшана селище Хрестівка с-ще Сагайдачне                                           |           |                 | 3741                   | 3                   |
| 3  | Цвітківська селищна рада       | смт Цвіткове       | смт Цвіткове                                                                            |           |                 | 1313                   | 11                  |
| 4  | Будо-Орловецька сільська рада  | с. Будо-Орловецька | с. Будо-Орловецька                                                                      |           |                 | 524                    | 20                  |
| 5  | Валявська сільська рада        | с. Валява          | с. Валява                                                                               |           |                 | 2641                   | 5                   |
| 6  | Вербівська сільська рада       | с. Вербівка        | с. Вербівка с-ще Кличкове                                                               |           |                 | 2032                   | 9                   |
| 7  | Воронівська сільська рада      | с. Воронівка       | с. Воронівка с. Дмитрове                                                                |           |                 | 1237                   | 12                  |
| 8  | В'язівська сільська рада       | с. В'язівок        | с. В'язівок                                                                             |           |                 | 2972                   | 4                   |
| 9  | Дирдинська сільська рада       | с. Дирдин          | с. Дирдин                                                                               |           |                 | 1440                   | 10                  |
| 10 | Журавська сільська рада        | с. Журавка         | с. Журавка с. Тихі Верби                                                                |           |                 | 772                    | 17                  |
| 11 | Зеленодібрівська сільська рада | с. Зелена Діброва  | с. Зелена Діброва                                                                       |           |                 | 685                    | 18                  |
| 12 | Калинівська сільська рада      | с. Калинівка       | с. Калинівка                                                                            |           |                 | 844                    | 15                  |
| 13 | Ксаверівська сільська рада     | с. Ксаверове       | с. Ксаверове                                                                            |           |                 | 537                    | 19                  |
| 14 | Мліївська сільська рада        | с. Мліїв           | с. Мліїв                                                                                |           |                 | 4330                   | 2                   |
| 15 | Орловецька сільська рада       | с. Орловець        | с. Орловець                                                                             |           |                 | 2260                   | 8                   |
| 16 | Петриківська сільська рада     | с. Петрики         | с. Петрики с-ще Ільченкове с-ще Кудинівка с-ще Моргунове с. Сегединці с-ще Трихуторівка |           |                 | 804                    | 16                  |
| 17 | Петропавлівська сільська рада  | с. Петропавлівка   | с. Петропавлівка                                                                        |           |                 | 1224                   | 13                  |
| 18 | Старосільська сільська рада    | с. Старосілля      | с. Старосілля                                                                           |           |                 | 2587                   | 6                   |
| 19 | Товстівська сільська рада      | с. Товста          | с. Товста с-ще Стадниця                                                                 |           |                 | 876                    | 14                  |
| 20 | Хлистунівська сільська рада    | с. Хлистунівка     | с. Хлистунівка                                                                          |           |                 | 2429                   | 7                   |

* Примітки: м. — місто, с-ще — селище, смт — селище міського типу, с. — село